# Харон (митология)
Вижте пояснителната страница за други значения на Харон.
Харон (на гръцки: Χάρων) в древногръцката митология е лодкарят, който прекарва мъртвите през реките Стикс ("Реката на омразата") и Ахерон („Реката на скръбта“ или „Реката на болката“) в подземното царство на Хадес, ако имат обол (монета), с която да му платят.
В Древна Гърция мъртъвците били погребвани с монета под езика, за да имат с какво да платят на Харон. Смятало се, че душа, която не е могла да заплати преминаването, бивала принудена да се лута по бреговете на реката в продължение на сто години. Елините, римляните и други народи вярвали, че Харон е син на Мрака (Ереб) и Нощта (Никта). Изобразяван е като сприхав старец, който винаги иска да му бъде плащано за превоза.